# 相似次元
相似次元（そうじじげん、similarity dimension）は、図形の自己相似性に注目した次元の定義である。人工的な自己相似図形に対して次元を求める場合に用いる。人工的な自己相似図形以外の図形（実際の自然界に存在する図形など）に対しても相似次元の概念を適用できるように定義を拡張した次元として、容量次元がある。

## 定義

通常のユークリッド次元との整合性: ユークリッド次元 D の自己相似図形は相似比 1/r の小図形を N = r^{D} 個用いて復元される。

自己相似図形の相似次元は、縮小図形をいくつ集めると元の図形を復元できるかという観点から定義される。ある図形を r 分の 1 の相似比で縮小したとき、元の図形を復元するために必要な縮小図形の個数を N = N(1/r) とする。このとき、
{\displaystyle N\!\left({\frac {1}{r}}\right)=\left({\frac {1}{r}}\right)^{-D_{s}}\iff D_{s}=\log(N(1/r))/\log(r)}
となるような Ds を、相似次元と呼ぶ。相似次元が D であるような自己相似図形は、それを 1/r に縮小したものを rD 個集めることによって復元されるものである。 ある図形が全体を a 分の 1 に縮小した相似図形 b 個によって成り立っているとき、相似次元は
{\displaystyle D_{s}={\frac {\log b}{\log a}}=\log _{a}b}
となる。もし、相似次元 D の図形を 1/r に縮小した小図形を考えるとき、これをさらに 1/r に縮小したものを rD 個を集めればこの小図形は復元される。この小図形はもちろん rD 個あつめれば元の図形にもどるのだから、元の図形は 1/r2 に縮小した小図形 (rD)2 = (r2)D 個で復元される。この操作を l 回繰り返したとすると、復元に必要な個数は N(1/rl) = (rl)D となるが、このとき 
{\displaystyle \log(N(1/r^{l}))/\log(r^{l})=D}
となる。小図形を別なスケールに縮小しても同様であり、この次元の定義はスケール変換や分割の個数に関して整合的である。
{\displaystyle D_{s}=\lim _{r\to \infty }\log(N(1/r))/\log(r)}

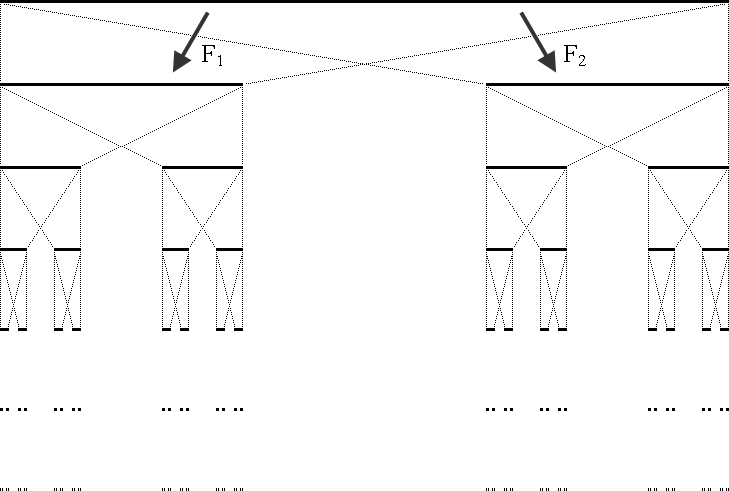
カントール集合

コッホ曲線

カントール集合の場合、元の図形を3分の1に縮小したものを2つ集めると元の図形に復元できる。そのため、
{\displaystyle 2=N\left({\frac {1}{3}}\right)=\left({\frac {1}{3}}\right)^{-D_{s}}}
から、相似次元は
{\displaystyle D_{s}=\log _{3}2=0.6309\cdots }
と、非整数になる。
コッホ曲線の場合、元の図形を3分の1に縮小したものを4つ集めると元の図形に復元できるので、相似次元は 
{\displaystyle D_{s}=\log _{3}4=1.2618\cdots }
である。